# Przyłęk (Sainte-Croix)
Pour les articles homonymes, voir Przyłęk.
Przyłęk est une localité polonaise de la gmina de Wodzisław, située dans le powiat de Jędrzejów en voïvodie de Sainte-Croix.